# Червоне (Карпівська сільська громада)
Червоне́ — село в Україні, в Криворізькому районі Дніпропетровської області. Входить до складу Карпівської сільської громади. До 2017 року було підпорядковане Новомалинівській сільській раді. Населення — 120 мешканців.

## Географія
Село Червоне знаходиться на відстані 0,5 км від села Яблунівка та за 1,5 км від села Широка Долина. Поруч проходить залізниця, станція Інгулець за 6 км.
Село має 3 вулиці:
- Мацюці
- Степова
- Садова

## Історія
Червоне засноване у 1924 році переселенцями з с. Широкого. Першими поселенцями була заможня родина за прізвищем Завгородній, звідси і пішла друга назва села — Завгородні.
У 1929 році відкривається початкова школа у селі Червоне. Червонівська початкова проіснувала до 1937 року, у 1938 році  вона стала школою-семирічкою (директор Шрамко М.Г.). Класи розташовувались у колишніх хатах заможних селян Шишки та Завгороднього. 

## Сьогодення
В селі функціонують:
- Червонівська гімназія Карпівського ліцею Карпівської сільської ради Криворізького району Дніпропетровської області[1][2], яка була заснована в 1970 році.
- Червонівський фельдшерський пункт

В селі встановлено пам'ятник Невідомому солдату.
У 2013 році було відновлено водопровід за кошти мешканців села, замінено старі металеві труби на пластикові труби та пробито свердловину, також встановлені лічильники на воду.
Після створення Карпівської сільської громада в селі відновлений проїзд комунального транспорту, встановлені ліхтарі на всіх 3 вулицях і зроблений капітальний ремонт школи (ремонт спортзалу, безпечний двір, ремонт в навчальних кабінетах, встановлені дитячі майданчики на території школи), встановлені зупинки для громадського транспорту та почав працювати дротовий інтернет.
16 жовтня 2020 року на стіні гімназії у селі Червоне Карпівської громади було відкрито меморіальну дошку солдату Збройних сил України, учасник російсько-української війни Цапенку Олександру, який в ніч з 21 на 22 квітня 2019 року зазнав поранень, не сумісних з життям, внаслідок розриву ворожої міни калібру 82 мм на ВОП поблизу села Новоолександрівка (Попаснянський район): Олександр з товаришами зупинив пересування ворожої групи піхоти на фланзі ВОПу, після чого терористи застосували міномети для прикриття відходу своєї групи.

## Населення

### Мова
Розподіл населення за рідною мовою за даними перепису 2001 року:
| Мова       | Кількість | Відсоток |
| ---------- | --------- | -------- |
| українська | 191       | 95.98%   |
| російська  | 7         | 3.52%    |
| білоруська | 1         | 0.50%    |
| Усього     | 199       | 100%     |

## Відомі люди
Уродженцем села є П. М. Киричок — український вчений-мовознавець, доктор філологічних наук, професор.
Куропятник В.М.— блогер, актор дубляжу студії Saturn Union, режисер монтажу TVP3 Szczecin

## Галерея

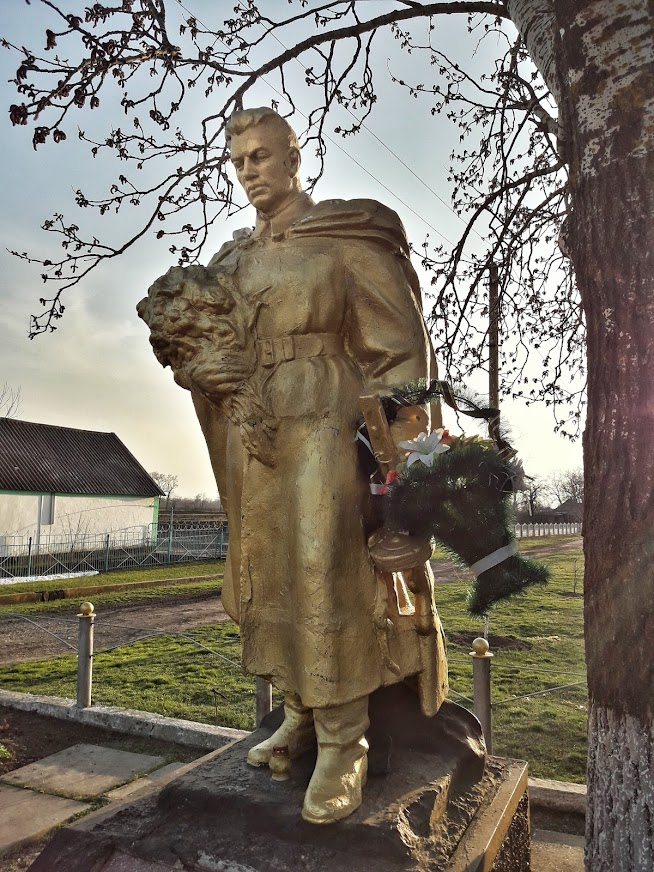
Пам'ятник Невідомому солдату
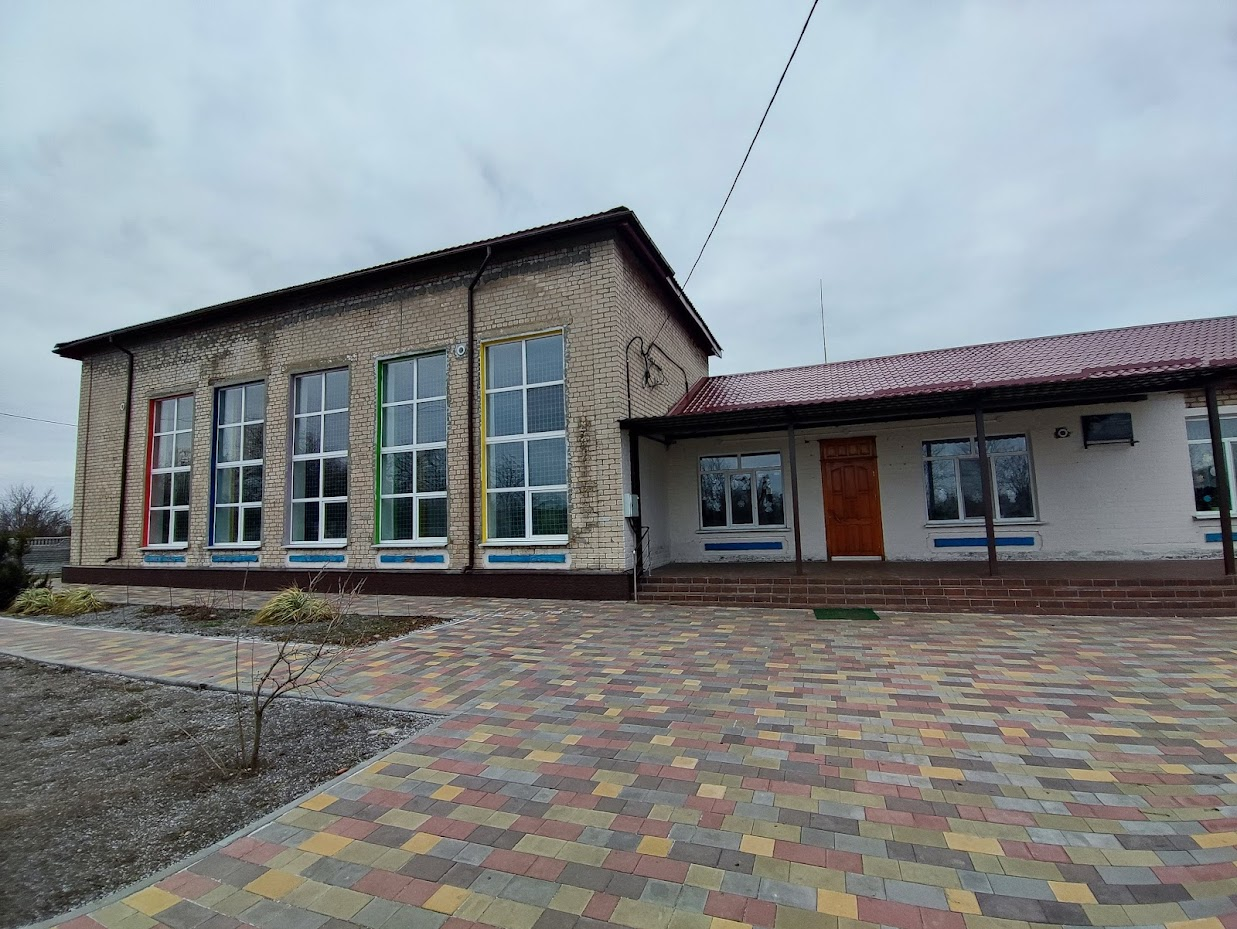
Червонівська гімназія